# Fenshi
Fenshi (kinesiska: 分石, 分石乡) är en socken i Kina. Den ligger i provinsen Shanxi, i den norra delen av landet, omkring 93 kilometer söder om provinshuvudstaden Taiyuan.
Genomsnittlig årsnederbörd är 715 millimeter. Den regnigaste månaden är juli, med i genomsnitt 236 mm nederbörd, och den torraste är december, med 4 mm nederbörd.